# كفر سوسة
كفر سوسة هي منطقة تاريخية تقع في دمشق، سوريا، تقع على بُعد 6- 8 كيلومترات من مركز المدينة وتتميز بتاريخ عريق، إذ كانت تعد معسكرًا لحماية دمشق من الغزوات. من أبرز معالمها القديمة الجامع الكبير الذي أُقيم في عهد الخليفة عمر بن الخطاب، بالإضافة إلى السوق القديم. شهدت المنطقة تطورًا ملحوظًا في العصر الحديث وأصبحت من أبرز الأحياء السكنية الفاخرة، كما لعبت دورًا مهمًا خلال الثورة السورية.

## أصل التسمية
كفر سوسة لفظ بالسريانية ـ إحدى اللغات المشتقة من الآرامية -أصله كُفرسوسية بضم الكاف، وهو من شقين كفر وتعني المزرعة والشق الثاني سوسية وتعني الخيل، وبذلك يكون المعنى: مزرعة الخيل. وقد ذكرها ياقوت الحمَوي في معجم البلدان باسم كفرسوسية.

## الموقع
تقع كفر سوسة على بُعد حوالي 6 إلى 8 كيلومترات من مركز مدينة دمشق (منطقة المرجة)، وتعتبر حاليًا من المناطق الحديثة ذات التخطيط العمراني المتطور والعمارات السكنية العالية. ورد ذكرها في معجم البلدان لياقوت الحموي. وفقًا للعديد من الباحثين، يُعتقد أن كفر سوسة تأسست في نفس وقت تأسيس مدينة دمشق أو بعدها بعدة عقود. كان الآراميون، الذين بنوا دمشق، قد لاحظوا أن معظم الغزوات كانت تأتي من جنوب المدينة، مما دفعهم إلى إقامة معسكر متقدم لحماية دمشق وتنبيه سكانها. فاختاروا كفر سوسة بفضل مياهها الوفيرة وأراضيها الخصبة، وجعلوها معسكرًا متقدمًا.
ويستند الباحثون في ذلك إلى بناء جامع كفر سوسة الكبير، الذي يُشابه في تصميمه المسجد الأموي، وكذلك قاعدة مئذنته التي تشبه الأبراج الموجودة في معبد حدد وجوبيتر الدمشقي، الذي تحول لاحقًا إلى المسجد الأموي. يُشيرون إلى أن هذا الجامع كان في الأصل معبدًا مخصصًا للإله حدد وجوبيتر، ثم تحول إلى كنيسة، وفي النهاية إلى مسجد دُشّن في عهد الخليفة عمر بن الخطاب. ويعتمد الباحثون أيضًا على التركيبة السكانية المتنوعة والعميقة الجذور في المنطقة وارتباط السكان الوثيق بمكانهم.
في منطقة القصر، بنى بعض الخلفاء الأمويين قصور للاصطياف، ولكنها اندثرت مع مرور الوقت تحت تأثير الغزوات التي شهدتها دمشق، معظمها عبر منطقة المزة. كانت كفر سوسة أيضًا من المناطق التي تساهم في تمويل قافلة الحج الشامي، حيث كان يتم إرسال الزيت إلى مكة والمدينة المنورة لإضاءة الحرمين الشريفين.

## معالمها القديمة
- الجامع الكبير الذي بني في عهد عمر بن الخطاب بعد فتح الشام.
- السوق القديم.. المعروف بعراقته وشهرته في القرن الماضي. وما زال حاضراً بعراقته وقدمه.
- موقف الجمالة.. حيث كانت كفر سوسة تشتهر بتربية الجِمال وتجارتها وكانت جِمال محمل الحج الشامي تخرُج من هذه المدينة.
- الساحة (ساحة كفر سوسة) ومن أهم معالمها وجود المقبرة التاريخية التي تخص أهل الحي. وهي تقع من الطرف الجنوبي الشرقي من الساحة، ويوجد بها أهم علماء وأعلام الحي الذين دُفنوا بها...
- المعصرة (كناية عن عصر الزيتون فيها) اشتَهَرت بمعاصر الزيتون. وهي من الناحية الجنوبية لـ «زقاق الطويل» الذي يعد الرابط بين المعصرة والطرف الغربي للجامع الكبير. وفي وسط الزقاق حارة كريِّم ذات المَعلَم القديم المتمثل في شجرة النخيل ذات 100عام.

## كفر سوسة والثورة السورية
تعد كفر سوسة أكبر وأهم تجمع لمراكز قوى الأمن الداخلي في سوريا، حيث تضم أكثر من 12 مركزًا أمنيًا موزعة بين فروع وإدارات عامة.
برزت كفر سوسة بشكل ملحوظ مع بداية الأحداث في سوريا، حيث شهدت العديد من المظاهرات، كان أولها في 25 مارس 2011، حين انطلقت مظاهرة سلمية من جامع الشيخ عبد الكريم الرفاعي الذي كان يؤمه الشيخ أسامة عبد الكريم الرفاعي، تضامنًا مع درعا ومطالبة بالحرية. اعتقل خلال المظاهرة عدد من سكان الحي، واستمرت التظاهرات بالخروج من جامع الرفاعي لمدة أربع جمعات متتالية.
وبعد ذلك، انتقل أهالي الحي للمشاركة في التظاهرات في المناطق المجاورة مثل الميدان وداريا ونهر عيشة، حيث أصبح من الصعب تنظيم التظاهرات في كفر سوسة بعد أن استنفرت الأجهزة الأمنية ومنعت كافة أشكال الاحتجاج.

## معرض صور

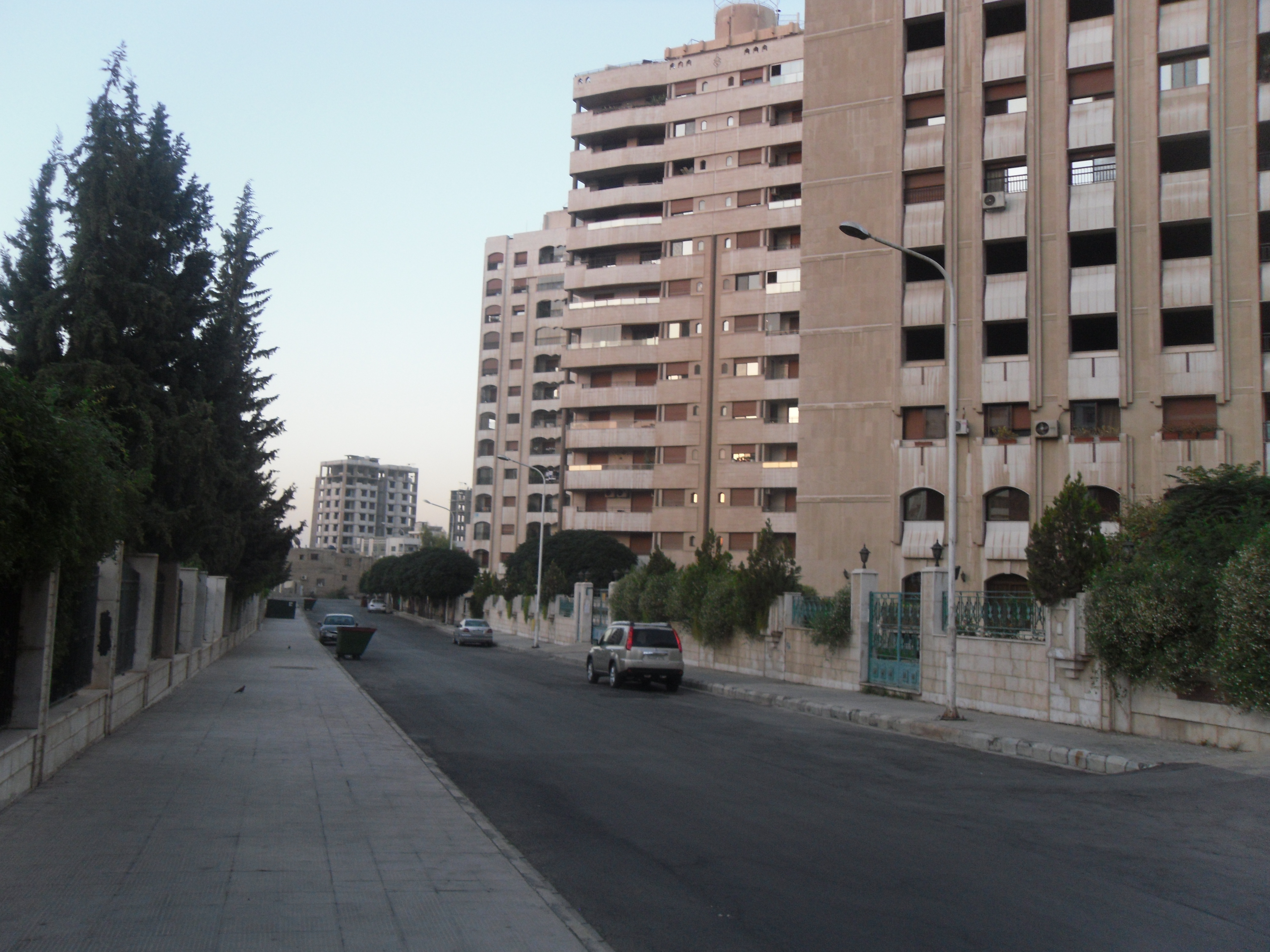
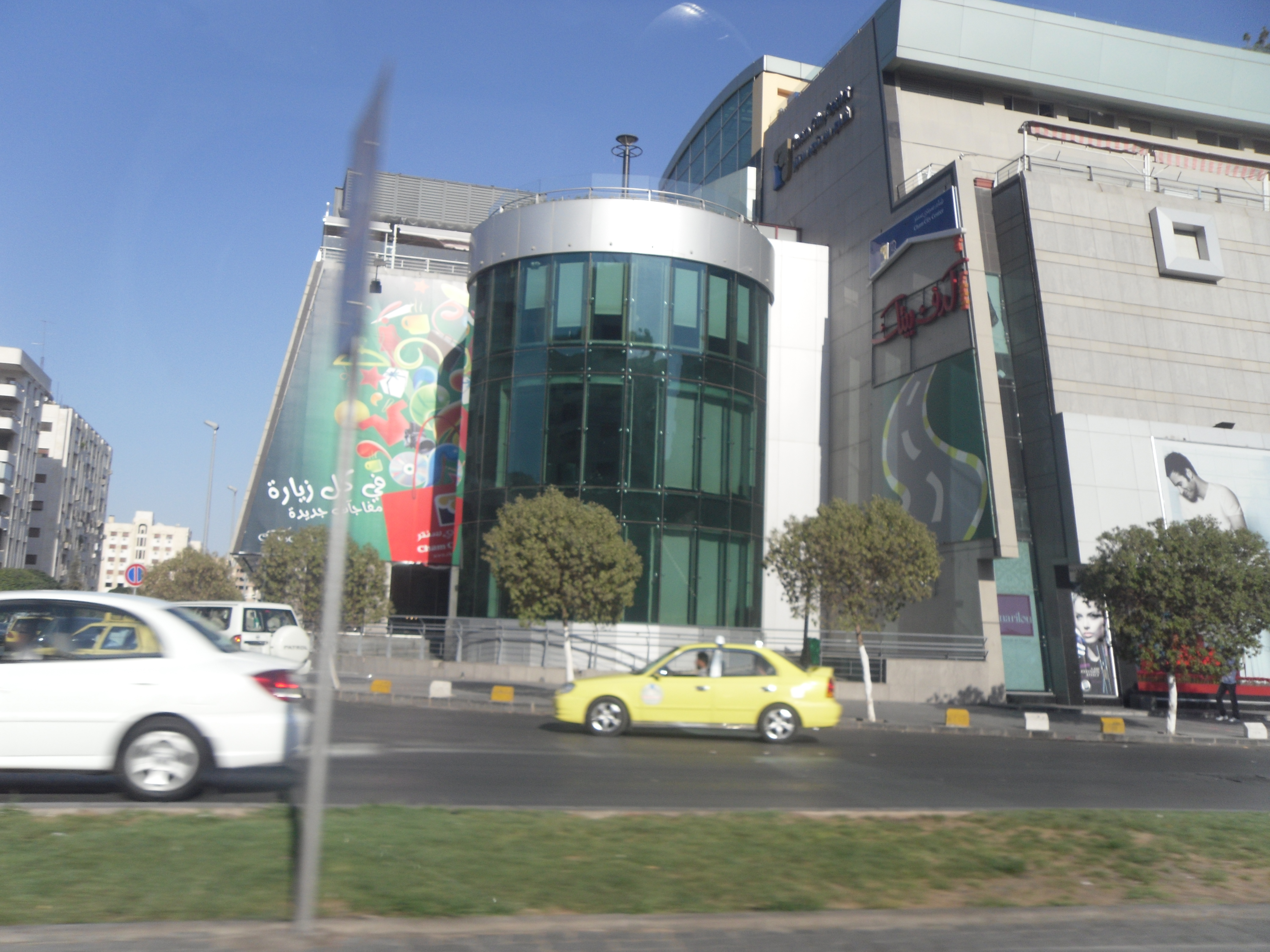
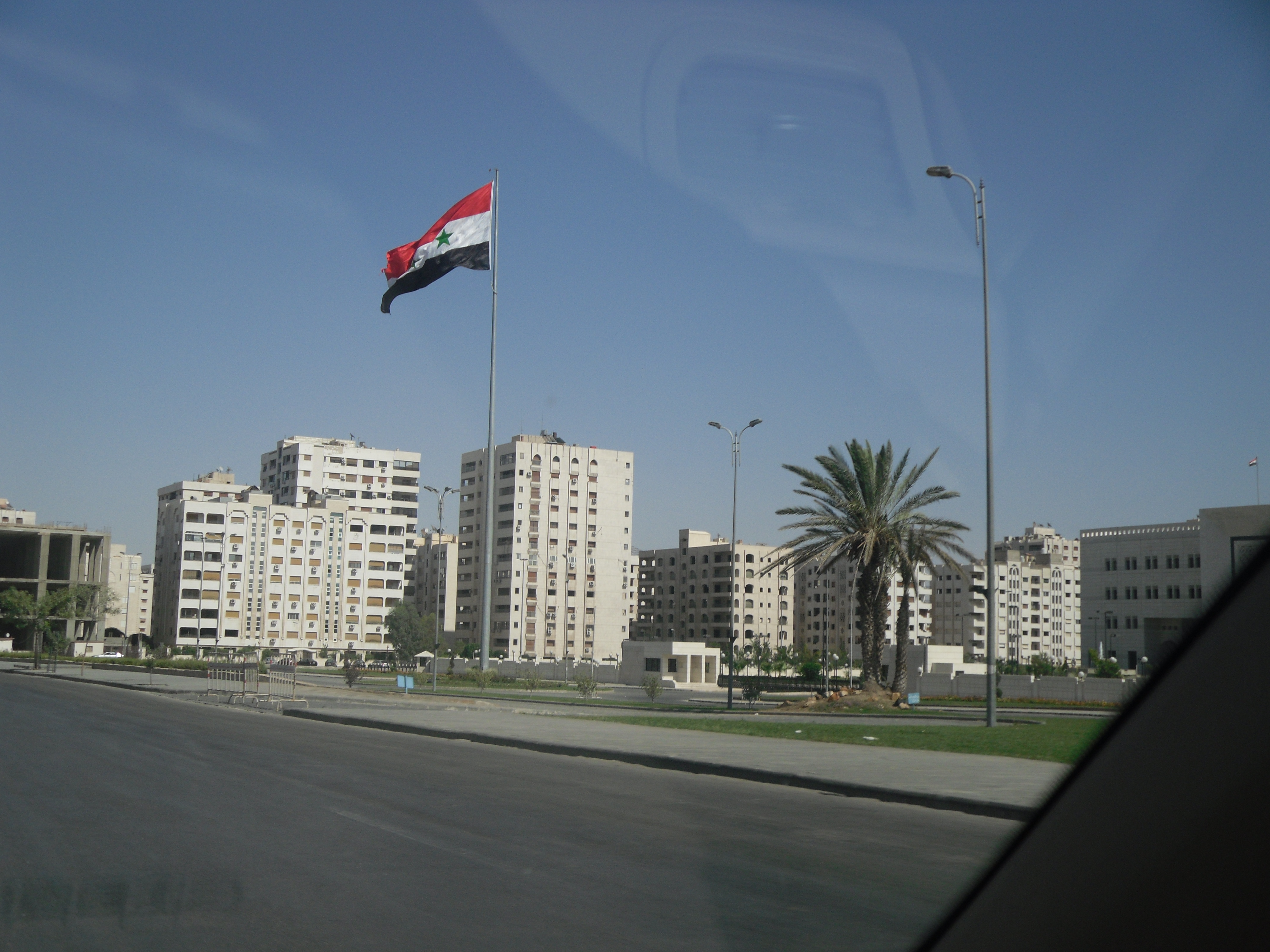